# Krake-Klasse
Krake-Klasse war die Bezeichnung der NATO für einen Typ von Minenabwehrfahrzeug der Volksmarine der DDR, der zwischen 1957 und 1976 im Einsatz war. Die Schiffe trugen in der Volksmarine die Bezeichnung MLR-Schiff (Minenleg- und Räumschiff) und die Projektnummer 15. Als Nachfolger der MLR-2000 der Habicht-Klasse wurden sie auch gelegentlich als MLR-3000 bezeichnet.

## Bau und Geschichte
Der Auftrag für die Entwicklung des Schiffstyps wurde noch vor der offiziellen Gründung der Volksmarine erteilt und erfolgte 1953 durch deren Vorgänger, die sogenannte Volkspolizei-See.
Es wurden bis 1958 zehn Schiffe im Volkseigenen Betrieb Peene-Werft fertiggestellt.
Von diesen Einheiten wurden sieben zwischen 1972 und 1973 außer Dienst gestellt und später abgewrackt. Die verbliebenen wurden bis 1976 zu Ausbildungszwecken verwendet.

## Technische Beschreibung

### Antrieb, Sensoren und Einrichtungen
Die Schiffe hatten einen geschweißten Stahlrumpf. Als Antrieb dienten zwei vom VEB Dieselmotorenwerk Rostock entwickelte Dieselmotoren vom Typ 6KVD 43A mit insgesamt 2046 kW, welche die Schiffe der Klasse über zwei Schrauben auf etwa 16,5 Knoten beschleunigen konnten.
Die Schiffe waren mit einem Navigationsradargerät vom Typ KSA-5 ausgerüstet, das in der DDR entwickelt worden war.
Ein seit 1950 in der Sowjetunion produziertes Sonar vom Typ Tamir-11 wurde zur Suche nach Unterwasserzielen auf den Schiffen installiert. Es verfügte bereits über einen Bildschirm zur Anzeige der akustischen Informationen.
Zur Erkennung von befreundeten Schiffen oder Flugzeugen und zum Bestätigen der eigenen Identität gegenüber den Verbündeten, waren alle Schiffe mit Sendern und Empfängern für das russische Freund-/Feinderkennungssystem vom Typ „Nichrom“ ausgestattet.

### Bewaffnung
Die Hauptbewaffnung der Schiffe dieser Klasse bestand aus dem sowjetischen System 90K, das sich aus einem Geschützturm mit einem einzeln lafettierten Geschütz im Kaliber 85 mm L/52 zusammensetzte und auf der Back aufgestellt war.
Zur Flugabwehr dienten mehrere Doppellafetten vom Typ 2M-3, bestückt mit 25-mm-Maschinenkanonen, die mittschiffs aufgestellt waren. Dieser Waffentyp war bereits 1950 in der Sowjetunion entwickelt worden und konnte etwa 450 Schuss pro Minute auf Ziele in bis zu 3000 Metern Entfernung abfeuern. Er besaß einen Richtwinkel von bis zu 85°.
Bei Bedarf konnten vom Achterdeck Seeminen ins Meer abgesetzt werden oder über die BMB-2-Werfer Wasserbomben zur Bekämpfung von U-Booten verschossen werden.
Zum Räumen von Minen konnte über das Heck ein Räumgeschirr an Trossen hinter den Schiffen geschleppt werden um Ankertauminen oder, unter Zuhilfenahme sogenannter Hohlstäbe, einfache Typen von Grundminen zu bekämpfen.

## Derzeitiger Status
Es sind keine Schiffe dieses Typs mehr im Einsatz.